# Nosacz sundajski
Nosacz sundajski, nosacz, nosacz trąbowy (Nasalis larvatus) – gatunek ssaka naczelnego z podrodziny gerez (Colobinae) w obrębie rodziny koczkodanowatych (Cercopithecidae) wyróżniający się charakterystycznym nosem.

## Zasięg występowania
Nosacz sundajski występuje na Borneo (stany Sabah i Sarawak, Brunei i Kalimantan) oraz na satelickich wyspach Berhala, Sebatik i Laut.

## Taksonomia
Gatunek został po raz pierwszy opisał naukowo w 1787 roku niemiecki botanik Friedrich von Wurmb nadając mu nazwę Cercopithecus larvatus. Holotyp pochodził z  Pontianak w zachodnim Kalimantanie w Indonezji. Jedyny przedstawiciel rodzaju nosacz (Nasalis), który utworzył w 1812 roku francuski przyrodnik Étienne Geoffroy Saint-Hilaire.
Rozpoznano dwa podgatunki (larvatus i orientalis), ale różnica między nimi jest niewielka, a takson orientalis nie jest uznawany przez wszystkich uczonych. Autorzy Illustrated Checklist of the Mammals of the World uznają ten takson za gatunek monotypowy.

### Etymologia
- Nasalis: łac. nasalis „z nosem”, od nasus „nos”[17].
- Hanno: etymologia niejasna, Gray nie wyjaśnił znaczenia nazwy rodzajowej, prawdopodobnie na cześć Hannona, żeglarza z Kartaginy, który odwiedził zachodnie wybrzeże Afryki w V lub VI wieku p.n.e.; opowieść o jego podróży zawiera najwcześniejsze relacje o niektórych większych małpach człekokształtnych[18].
- Rhinalazon: gr. ῥις rhis, ῥινος rhinos „nos, pysk”; αλαξων alazōn „wędrowiec, tułacz, włóczęga”[19].
- Rhynchopithecus: gr. ῥυγχος rhunkhos „pysk, ryj”; πιθηκος pithēkos „małpa”[20].
- larvatus: łac. larvatus „zamaskowany”, od larva „maska”[21].

## Morfologia
Długość ciała (bez ogona) samic 61–64 cm, samców 73–76 cm, długość ogona samic 55–62 cm, samców 66–67 cm; masa ciała samic około 10 kg, samców 20–24 kg. Samiec ma wydatny, rozszerzony na końcu nos w kształcie ogórka, u starych samców nos wydłuża się do 10 cm i zwisa. Nos samicy jest mniejszy i zadarty ku górze. Długość ogona nieznacznie przekracza długość ciała. Ubarwienie grzbietu i ramion od różowego, czerwonego do brązowego. Kończyny i ogon są szare.

## Ekologia
Gatunek żyje w przybrzeżnych lasach namorzynowych i w lasach deszczowych wzdłuż rzek i estuariów. Nosacze sundajskie prowadzą dzienny, głównie nadrzewny tryb życia. Największą aktywność wykazują od późnego popołudnia do zmroku. Żywią się liśćmi, owocami i nasionami. Zjadają również drobne bezkręgowce. Żyją w małych, trwałych grupach złożonych z samca i kilku samic. Takie grupy tworzą luźne stado liczące do 32 osobników. Nie wykazują cech terytorialnych. Dobrze pływają i nurkują.
Po 166-dniowej ciąży samica rodzi jedno młode, które pozostaje przy niej około roku. Samce osiągają dojrzałość płciową w siódmym roku życia.
Nosacz jest gatunkiem zagrożonym wyginięciem.

## Nosacz w kulturze
Nosacz sundajski pojawia się w memach internetowych wyśmiewających wady Polaków. W memach zwierzę jest utożsamiane ze stereotypowym „sąsiadem” (celowo zapisywanym jako „somsiad”). Pierwszym miejscem, w którym memy się pojawiły, była polska sekcja forum skyscrapercity.com, w późniejszym czasie małpy do Polaków porównał troll internetowy Łukasz „Testoviron” Stanisławowski.